# Шорт-трек на зимових Олімпійських іграх 2014
Змагання з шорт-треку на зимових Олімпійських іграх 2014 в Сочі проходили з 10 по 21 лютого в льодовому палаці спорту «Айсберг». Розіграно вісім комплектів нагород.

## Розклад
Час UTC+4
| Дата      | Час   | Змагання                  |
| --------- | ----- | ------------------------- |
| 10 лютого | 13:45 | Жіноча естафета, 3000 м   |
| 10 лютого | 13:45 | Жінки, 500 м              |
| 10 лютого | 13:45 | Чоловіки, 1500 м          |
| 13 лютого | 14:00 | Чоловіча естафета, 5000 м |
| 13 лютого | 14:00 | Чоловіки, 1000 м          |
| 13 лютого | 14:00 | Жінки, 500 м              |
| 15 лютого | 14:00 | Жінки, 1500 м             |
| 15 лютого | 14:00 | Чоловіки, 1000 м          |
| 18 лютого | 13:30 | Жінки, 1000 м             |
| 18 лютого | 13:30 | Чоловіки, 500 м           |
| 18 лютого | 13:30 | Жіноча естафета, 3000 м   |
| 21 лютого | 20:30 | Жінки, 1000 м             |
| 21 лютого | 20:30 | Чоловіки, 500 м           |
| 21 лютого | 20:30 | Чоловіча естафета, 5000 м |

## Чемпіони та призери

### Медальний підсумок
| Місце | Країна               | Золото | Срібло | Бронза | Загалом |
| ----- | -------------------- | ------ | ------ | ------ | ------- |
| 1     | Росія (RUS)          | 3      | 1      | 1      | 5       |
| 2     | Китай (CHN)          | 2      | 3      | 1      | 6       |
| 3     | Південна Корея (KOR) | 2      | 1      | 2      | 5       |
| 4     | Канада (CAN)         | 1      | 1      | 1      | 3       |
| 5     | Італія (ITA)         | 0      | 1      | 2      | 3       |
| 6     | США (USA)            | 0      | 1      | 0      | 1       |
| 7     | Нідерланди (NED)     | 0      | 0      | 1      | 1       |
|       | Всього               | 8      | 8      | 8      | 24      |

### Чоловіки
| Дисципліна      | Золото                                                                    | Золото      | Срібло                                                                        | Срібло   | Бронза                                                   | Бронза   |
| --------------- | ------------------------------------------------------------------------- | ----------- | ----------------------------------------------------------------------------- | -------- | -------------------------------------------------------- | -------- |
| 500 м           | Віктор Ан · Росія (RUS)                                                   | 41.312      | У Дацзін · Китай (CHN)                                                        | 41.516   | Шарль Курнуає · Канада (CAN)                             | 41.617   |
| 1000 м          | Віктор Ан · Росія (RUS)                                                   | 1:25.325    | Володимир Григор'єв · Росія (RUS)                                             | 1:25.399 | Шинкі Кнегт · Нідерланди (NED)                           | 1:25.611 |
| 1500 м          | Шарль Амлен · Канада (CAN)                                                | 2:14.985    | Хань Тянью · Китай (CHN)                                                      | 2:15.055 | Віктор Ан · Росія (RUS)                                  | 2:15.062 |
| Естафета 5000 м | Росія (RUS) Віктор Ан Семен Єлістратов Володимир Григор'єв Руслан Захаров | 6:42.100 ОР | США (USA) Едді Альварес Джон Роберт Селскі Крістофер Кревелінг Джордан Мелоун | 6:42.371 | Китай (CHN) Чень Децюань Хань Тянью Ши Цзіннань У Дацзін | 6:48.341 |

### Жінки
| Дисципліна      | Золото                                                                     | Золото   | Срібло                                                                   | Срібло   | Бронза                                                                      | Бронза   |
| --------------- | -------------------------------------------------------------------------- | -------- | ------------------------------------------------------------------------ | -------- | --------------------------------------------------------------------------- | -------- |
| 500 м           | Лі Цзяньжоу · Китай (CHN)                                                  | 45.263   | Аріанна Фонтана · Італія (ITA)                                           | 51.250   | Пак Син Хі · Південна Корея (KOR)                                           | 54.207   |
| 1000 м          | Пак Син Хі · Південна Корея (KOR)                                          | 1:30.761 | Фань Кесінь · Китай (CHN)                                                | 1:30.811 | Шим Сук Хі · Південна Корея (KOR)                                           | 1:31.027 |
| 1500 м          | Чжоу Ян · Китай (CHN)                                                      | 2:19.140 | Шим Сук Хі · Південна Корея (KOR)                                        | 2:19.239 | Аріанна Фонтана · Італія (ITA)                                              | 2:19.416 |
| Естафета 3000 м | Південна Корея (KOR) Шим Сук Хі Пак Син Хі Чо Ха Рі Кім А Ран Кон Сан Чхон | 4:09.498 | Канада (CAN) Марі-Ев Дроле Джессіка Х'юїтт Валері Мальте Маріан Сен-Желе | 4:10.641 | Італія (ITA) Аріанна Фонтана Лучія Перетті Мартіна Вальчепіна Елена Вів'яні | 4:14.014 |